# Waihee (Hawái)
Waihee es un área no incorporada ubicada en el condado de Maui en el estado estadounidense de Hawái.

## Geografía
Waihee se encuentra ubicado en las coordenadas 20°56′2″N 156°30′53″O / 20.93389, -156.51472.